# داستان آشکار
داستان آشکار (به انگلیسی: Vagrant Story) یک بازی ویدئویی به سبک نقش‌آفرینی اکشن است که توسط اسکوئر (اکنون اسکوئر انیکس) برای کنسول پلی‌استیشن ساخته و منتشر شده‌است. این بازی در سال ۲۰۰۰ عرضه شد، و یکبار دیگر از طریق شبکه پلی‌استیشن برای کنسول‌های پلی‌استیشن ۳، پلی‌استیشن همراه و پلی‌استیشن ویتا در دسترس قرار گرفت. داستان آشکار در ابتدا توسط تیم مسئول عنوان تاکتیکهای فاینال فانتزی ساخته شد، و یاسومی ماتسونو به عنوان تهیه‌کننده، نویسنده و کارگردان فعالیت می‌کرد.